# At the Gate of Sethu
At the Gate of Sethu (с англ. — «У врат Сета») — седьмой студийный альбом американской дэт-метал группы Nile. Альбом был выпущен 29 июня 2012 года на лейбле Nuclear Blast. Продюсером альбома традиционно стал Нейл Кернон, который продюсировал многие предыдущие альбомы группы, в частности Annihilation of the Wicked, Ithyphallic и Those Whom the Gods Detest. Обложку для альбома At the Gate of Sethu создал греческий музыкант Спирос Антониу, бессменный лидер группы Septicflesh. Данный альбом поднялся на 131 место в Billboard 200.
22 ноября 2012 года вышел видеоклип на песню «Enduring the Eternal Molestation of Flame».

## Творческий процесс и производство альбома
Вокалист и гитарист группы Карл Сандерс в интервью сайту CobraMetal.net сказал, что работа над альбомом велась на протяжении десяти месяцев, начиная с мая 2011, когда группа завершила свой европейский тур. Далее, комментируя At the Gate of Sethu, Сандерс отметил, что в целом альбом продолжает традиции предыдущих работ Nile, которые вдохновлены историей Древнего Египта и частично современным миром. Музыкант также отметил, что группа не намерена сильно менять своё звучание, потому что, по его мнению, если слушатели любят группу за то, что она делает, то группа должна продолжать работать в прежнем ключе, и это мнение подтверждается фанатами, с которыми Сандерс общается во время туров. Помимо этого, гитарист сообщил, что огромное влияние и помощь оказал Джон Весано, бывший басист и бэк-вокалист Nile, по-прежнему остающийся близким другом группы. Его вокал присутствует на некоторых песнях.

## Список песен
Все тексты написаны Карлом Сандерсом.
| №                   | Название                                                           | Музыка                    | Длительность |
| ------------------- | ------------------------------------------------------------------ | ------------------------- | ------------ |
| 1.                  | «Enduring the Eternal Molestation of Flame»                        | azaza                     | 4:29         |
| 2.                  | «The Fiends Who Come to Steal the Magick of the Deceased»          | Sanders Kollias           | 4:30         |
| 3.                  | «The Inevitable Degradation of Flesh»                              | Dallas Toler-Wade Kollias | 5:30         |
| 4.                  | «When My Wrath Is Done»                                            | Sanders Kollias           | 3:11         |
| 5.                  | «Slaves of Xul» (Instrumental)                                     | Sanders                   | 1:24         |
| 6.                  | «The Gods Who Light Up the Sky at the Gate of Sethu»               | Sanders Kollias           | 5:43         |
| 7.                  | «Natural Liberation of Fear Through the Ritual Deception of Death» | Toler-Wade Kollias        | 3:30         |
| 8.                  | «Ethno-Musicological Cannibalisms» (Instrumental)                  | Sanders                   | 1:40         |
| 9.                  | «Tribunal of the Dead»                                             | Sanders Kollias           | 5:54         |
| 10.                 | «Supreme Humanism of Megalomania»                                  | Toler-Wade Kollias        | 4:37         |
| 11.                 | «The Chaining of the Iniquitous»                                   | Sanders                   | 7:05         |
| Общая длительность: | Общая длительность:                                                | Общая длительность:       | 47:45        |

| №                   | Название                                                   | Музыка              | Длительность |
| ------------------- | ---------------------------------------------------------- | ------------------- | ------------ |
| 12.                 | «Enduring the Eternal Molestation of Flame» (Instrumental) | Sanders Kollias     | 4:05         |
| 13.                 | «The Inevitable Degradation of Flesh» (Instrumental)       | Toler-Wade Kollias  | 5:30         |
| Общая длительность: | Общая длительность:                                        | Общая длительность: | 57:14        |

## Участники записи
Nile
- Карл Сандерс — гитара, вокал, бас-гитара, клавишные, саз
- Даллас Толер-Уэйд — гитара, вокал, бас-гитара
- Джордж Коллиас — ударные

Приглашенные участники
- Джон Весано — вокал
- Джейсон Хаган — вокал
- Майк Бризил — вокал

Запись, продюсирование, оформление альбома
- Нейл Кернон — продюсер
- Боб Мур — помощник продюсера
- Спирос Антониу — оформление альбома